# قرة قاسملو (غوغ تبة)
قرة قاسملو (بالفارسية: قره‌قاسملو) هي قرية تقع في إيران في أردبيل. يقدر عدد سكانها بـ 1,666 نسمة .